# Bilfinger Tebodin
Bilfinger Tebodin Consultants & Engineers is een internationaal opererend advies- en ingenieursbureau in handen van het Duitse bouwconcern Bilfinger. In februari 2018 onderging het bedrijf een naamswijziging van Tebodin naar Bilfinger Tebodin. In 2024 is de naam gewijzigd naar Bilfinger Engineering.

## Activiteiten
Bilfinger Tebodin omvat circa 1.350 medewerkers in veertien landen. Kantoren zijn te vinden in Europa, Azië en het Midden-Oosten. De aangeboden diensten omvatten: consultancy, ontwerp en engineering, procurement en constructie- en projectmanagement. Het bedrijf is actief in markten als Olie & Gas, Infrastructuur, Industrie, Utilities & Milieu, Property en Gezondheid & Voeding.

## Geschiedenis
In 1945 werd Tebodin opgericht door Frederik van Iterson te Den Haag. De naam Tebodin is een afkorting van N.V. Nederlandsch Technisch Bureau voor Ontwikkeling der Industrie. Het bureau ontwikkelde zich voorspoedig, ook nadat Van Iterson in 1954 de leiding overdroeg aan ir. Van der Torre die tot 1975 aan het roer bleef. Onder diens leiding groeide het aantal medewerkers van 35 naar 750 en werden in Nederland kantoren geopend in Arnhem, Rotterdam, Maastricht, Hengelo, Groningen en Spijkenisse. In het buitenland: in Brussel, Dublin, Johannesburg en Abu Dhabi (stad) (1974).
In 1968 werd Tebodin onderdeel van de Hollandse Beton Groep (HBG). De HBG werd in 2002 overgenomen door de Koninklijke BAM Groep. Op 29 februari 2012 verkocht de BAM het ingenieursbureau, voor 145 miljoen euro, aan het Duitse bouwconcern Bilfinger SE in Mannheim. Bilfinger realiseerde in 2015 een omzet van ruim zes miljard euro en telde meer dan 50.000 medewerkers.
In maart 2015 verkocht Tebodin haar bedrijven in de regio Azië-Pacific. Met de verkoop kregen 550 medewerkers een andere werkgever, de Archetype Group. Sinds 2002 was Tebodin actief in de regio en had een netwerk van kantoren in Volksrepubliek China, India, Vietnam, Indonesië, Thailand en Myanmar. De omzet van Tebodin in de regio bedroeg zo'n 25 miljoen euro.